# Emile Durutte
Emile Edouard Henri Ghislain Durutte (Ieper, 16 juli 1817 - 1 november 1886) was een Belgisch edelman.

## Levensloop
- Emile Durutte was een zoon van generaal François Durutte die onder Napoleon I baron en vervolgens comte d'empire was benoemd. Emile werd voorzitter van de Commissie van Burgerlijke godshuizen in Ieper. Hij trouwde in Metz in 1847 met Pauline Jullien (1826-1853) en ze kregen drie zoons. In 1883 werd hij in de Belgische erfelijke adel toegelaten, met de titel baron, overdraagbaar bij eerstgeboorte. 
  - Réné Durutte (1851-1920) trouwde in Sirault in 1890 met Gabrielle Hubert de Salmont (1866-1957). Hij was algemeen auditeur bij het Krijgshof. Met afstammelingen tot heden, maar vooruitzicht van uitdoven.